# Červený Hrádek
Červený Hrádek (németül: Rothenburg) település Csehországban, a Jindřichův Hradec-i járásban. Červený Hrádek Hříšice, Dolní Vilímeč, Knínice, Nová Říše, Krasonice és Strachoňovice településekkel határos. Lakosainak száma 192 fő (2024. január 1.).

## Népesség
A település lakosságának változását az alábbi diagram mutatja:
| Lakosok száma | 398  | 424  | 419  | 311  | 241  | 223  | 210  | 210  | 196  | 192  |
|               | 1869 | 1890 | 1921 | 1950 | 1980 | 2001 | 2017 | 2019 | 2022 | 2024 |

## Látnivalók
- Mária-kápolna a falu terén, amelyet 1840-ben építtetett

## Híres személyek
Emilie Schleiss-Simandl (1880–1962) osztrák szobrász és keramikus